# Prada (Bellinzona)

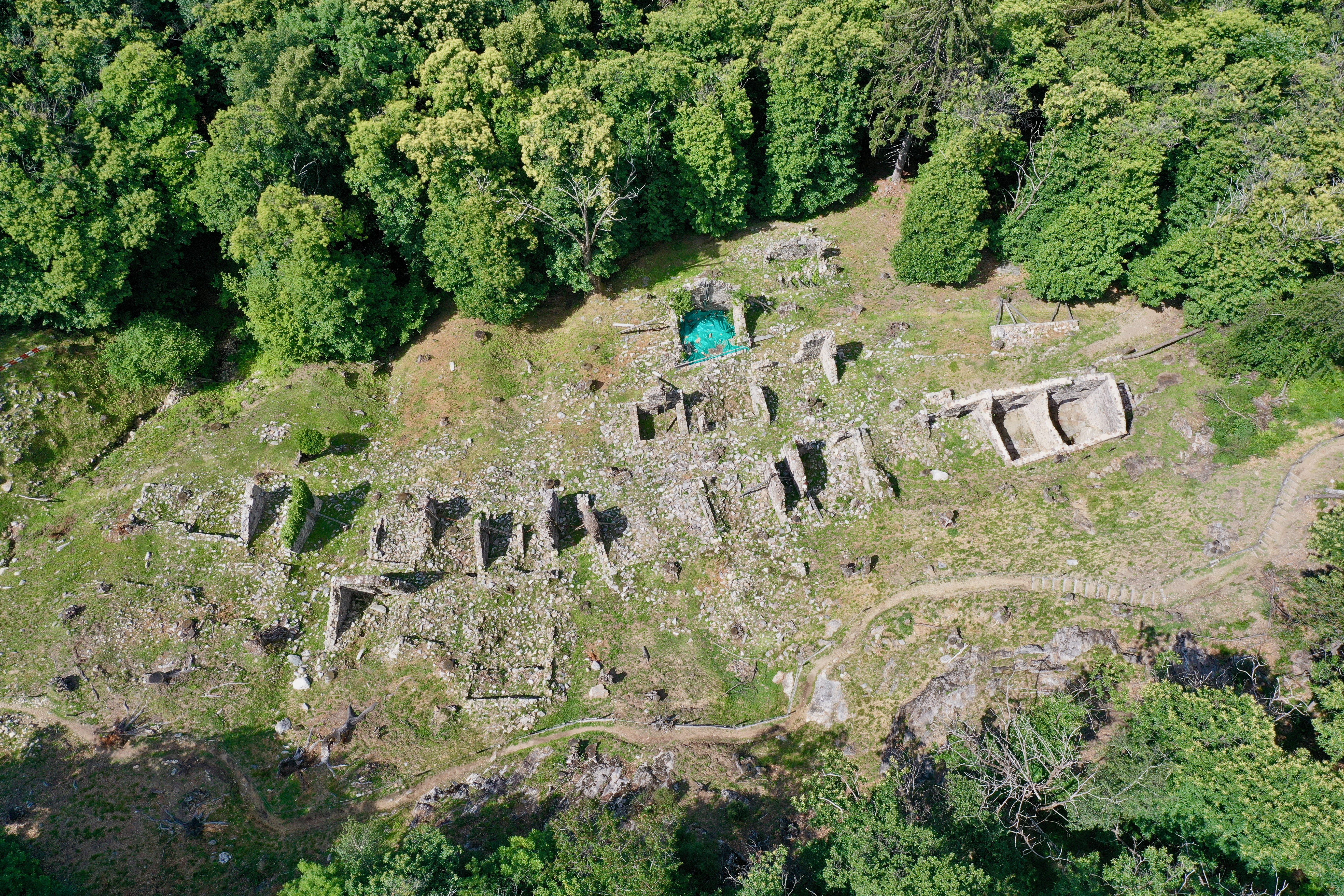
Blick auf die Ruinen von Prada

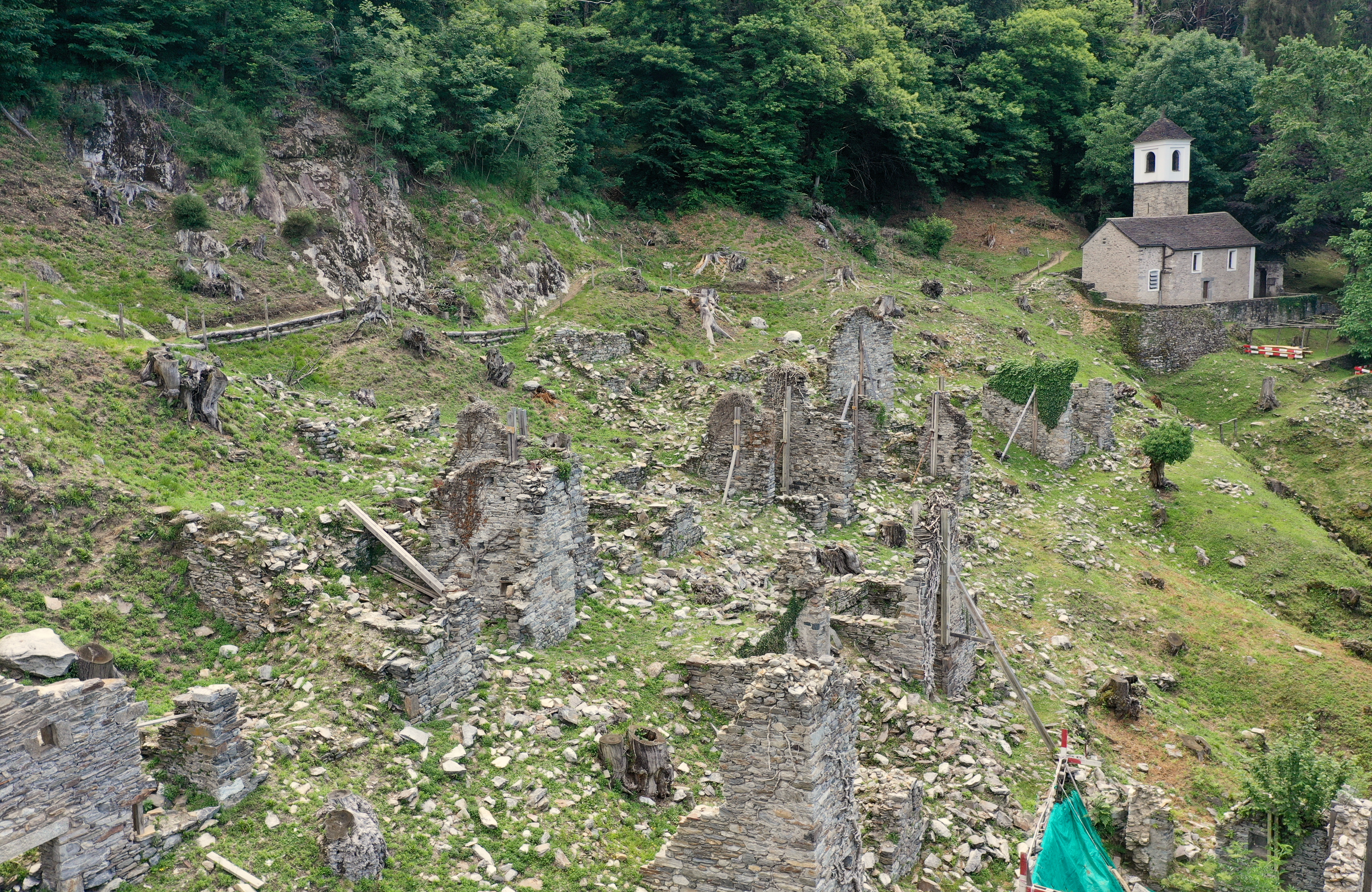
Blick nach Südosten

Prada ist eine verlassene Siedlung aus dem 14. Jahrhundert oberhalb Bellinzona im schweizerischen Kanton Tessin. Der Name leitet sich ab vom italienischen Wort «prato» (Wiese).

## Lage
Die Ruinen des ehemaligen Dorfes Prada, auch San Girolamo genannt, liegen auf einer Höhe von rund 580 m ü. M. östlich oberhalb von Bellinzona-Ravecchia in einer windgeschützten Mulde auf einer etwa 250 Meter langen Lichtung, die sich dem Hang entlang zieht. Das Dorf war im Norden und Süden durch Bachtobel begrenzt, die beide von Ost nach West verlaufen: Im Norden verläuft der Torrente Dragonato, im Süden der Torrente Guasta. Prada ist nur zu Fuss über mehrere Wanderwege erreichbar. Der kürzeste führt in ca. 50 Minuten von der Bushaltestelle «Ospedale» über einen steilen, mit Natursteinen gepflasterten Weg rund 300 Meter hinauf zu den Ruinen, weitgehend durch Kastanienwälder.

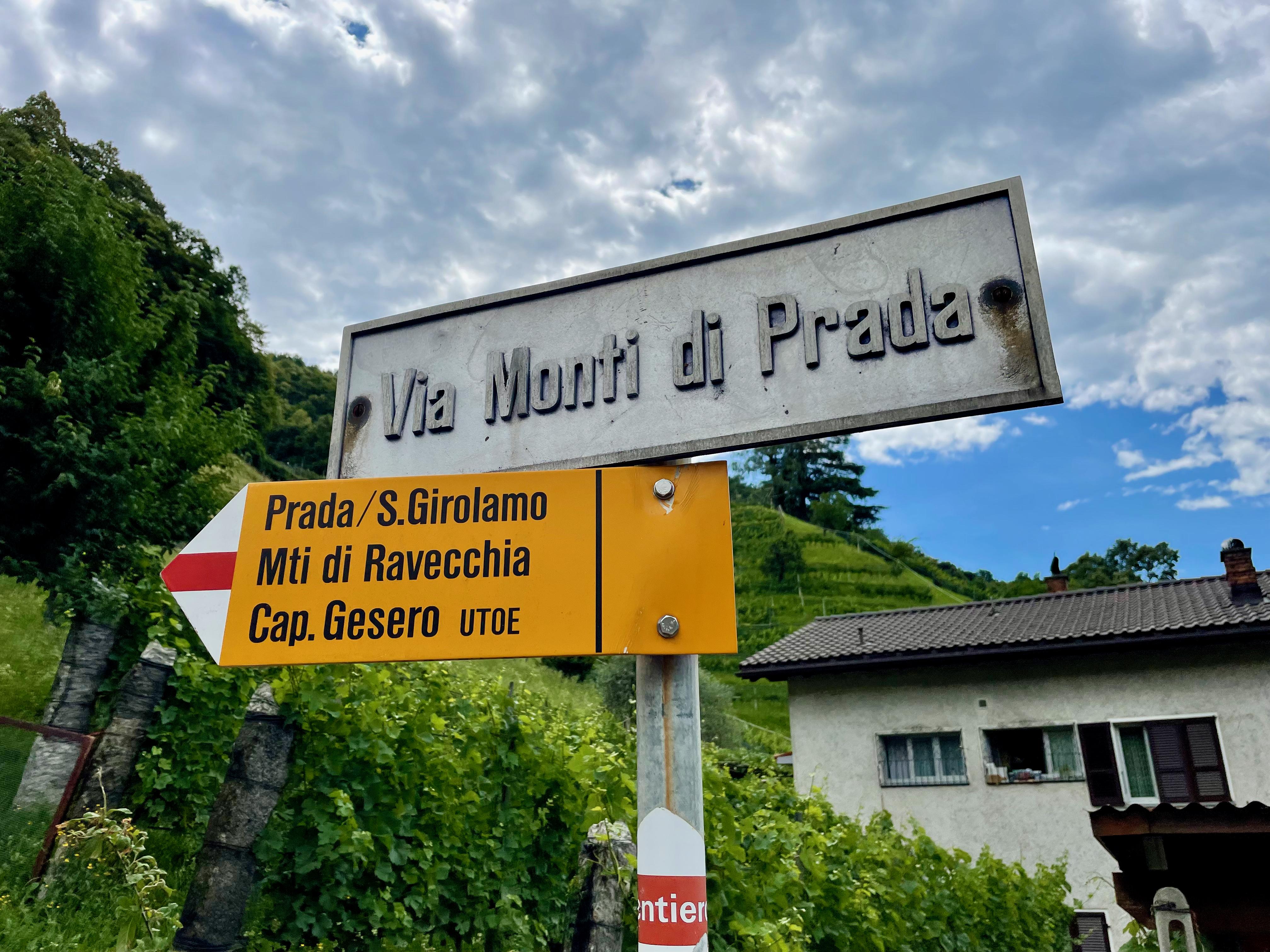
Wegweiser in Bellinzona
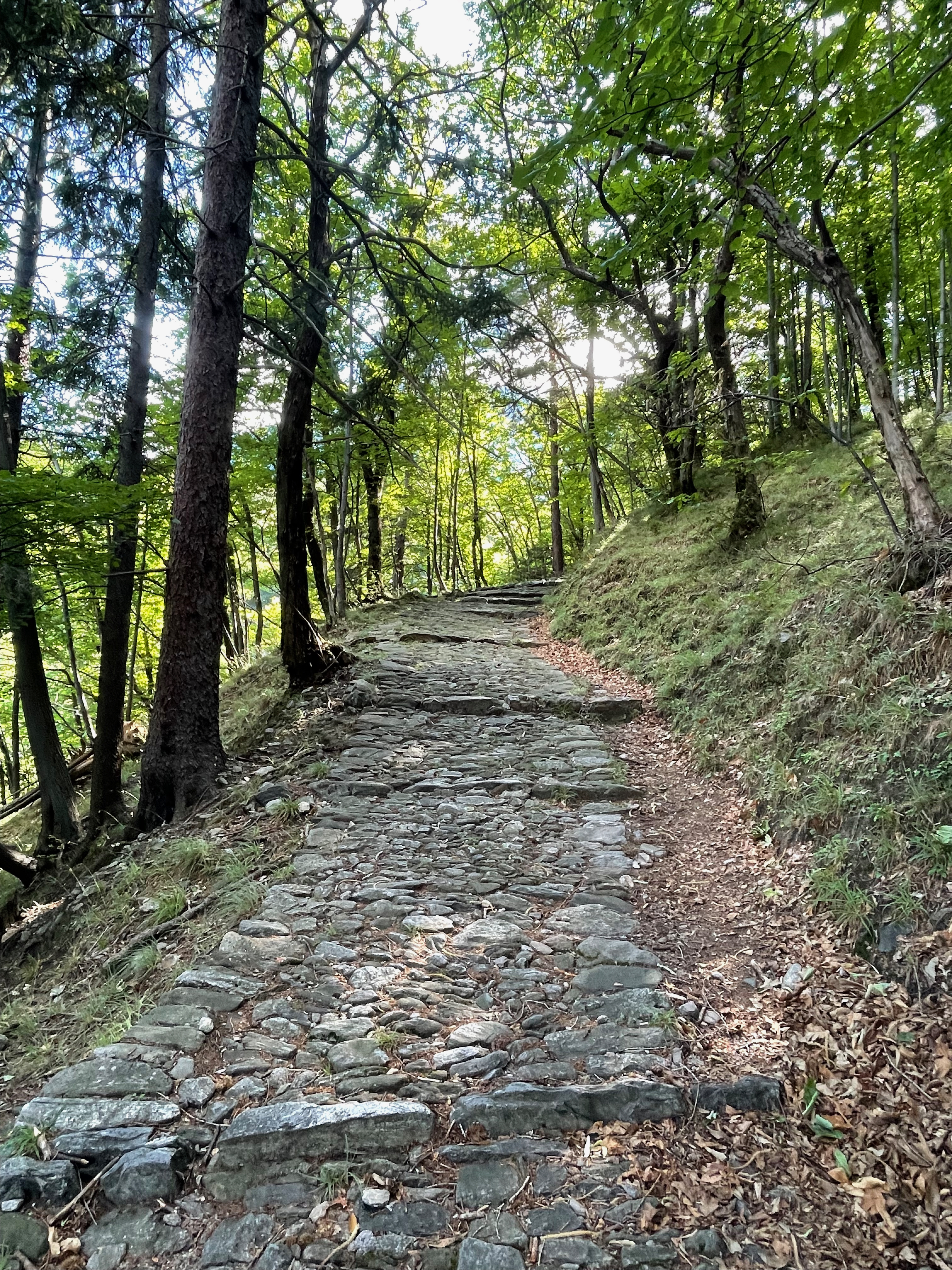
Saumpfad nach Prada
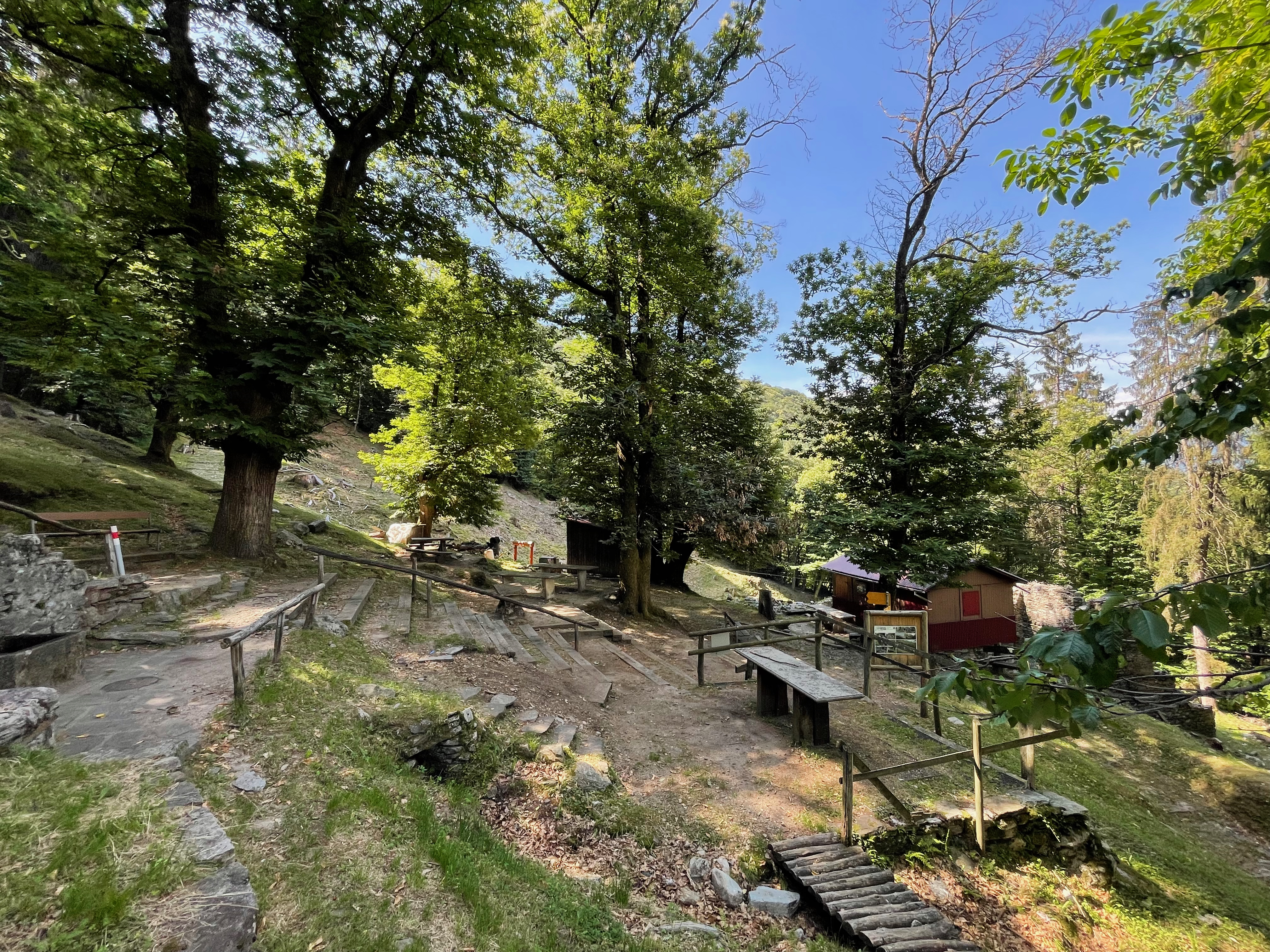
Picknickplatz
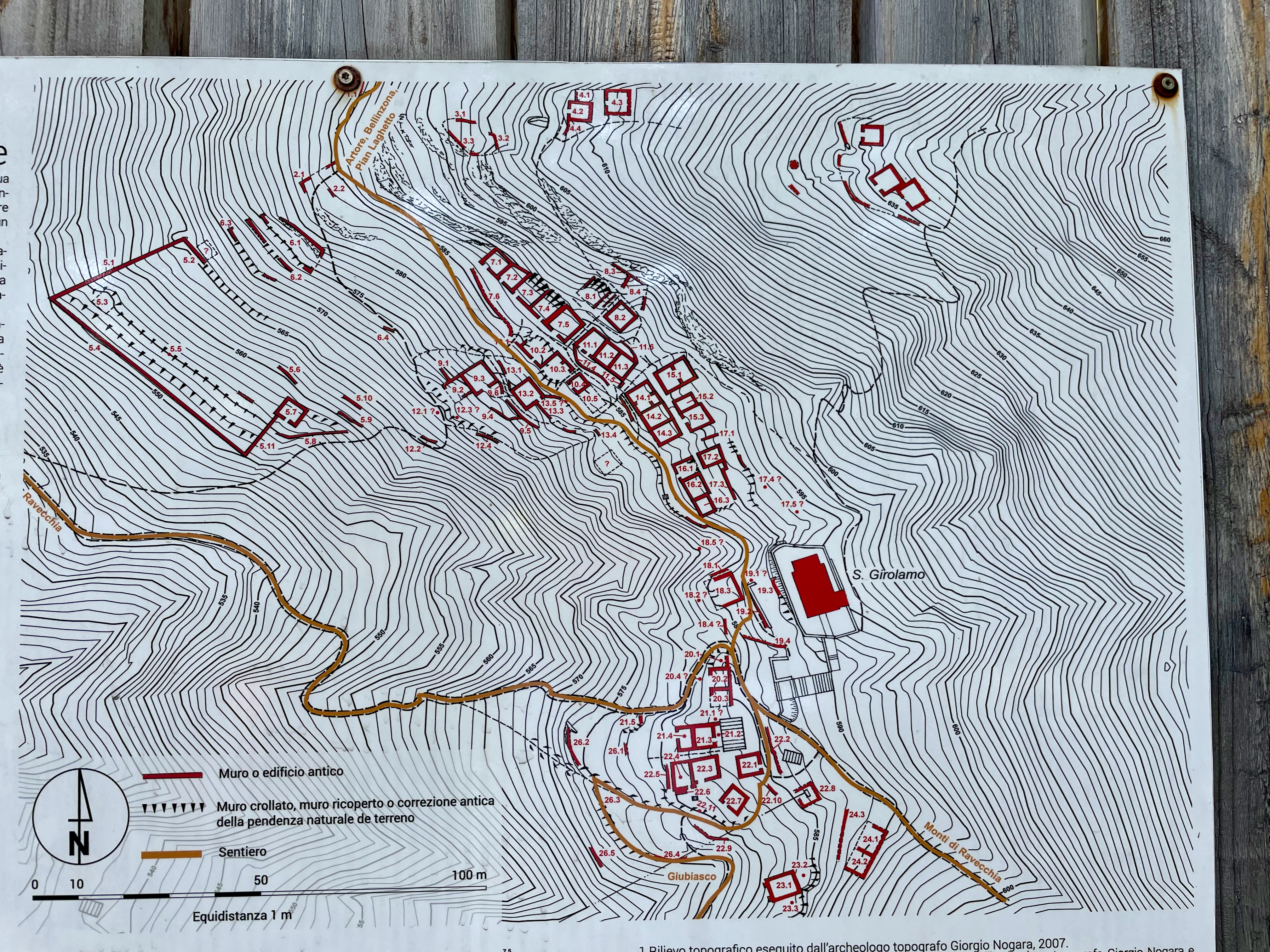
Übersichtsplan

## Geschichte

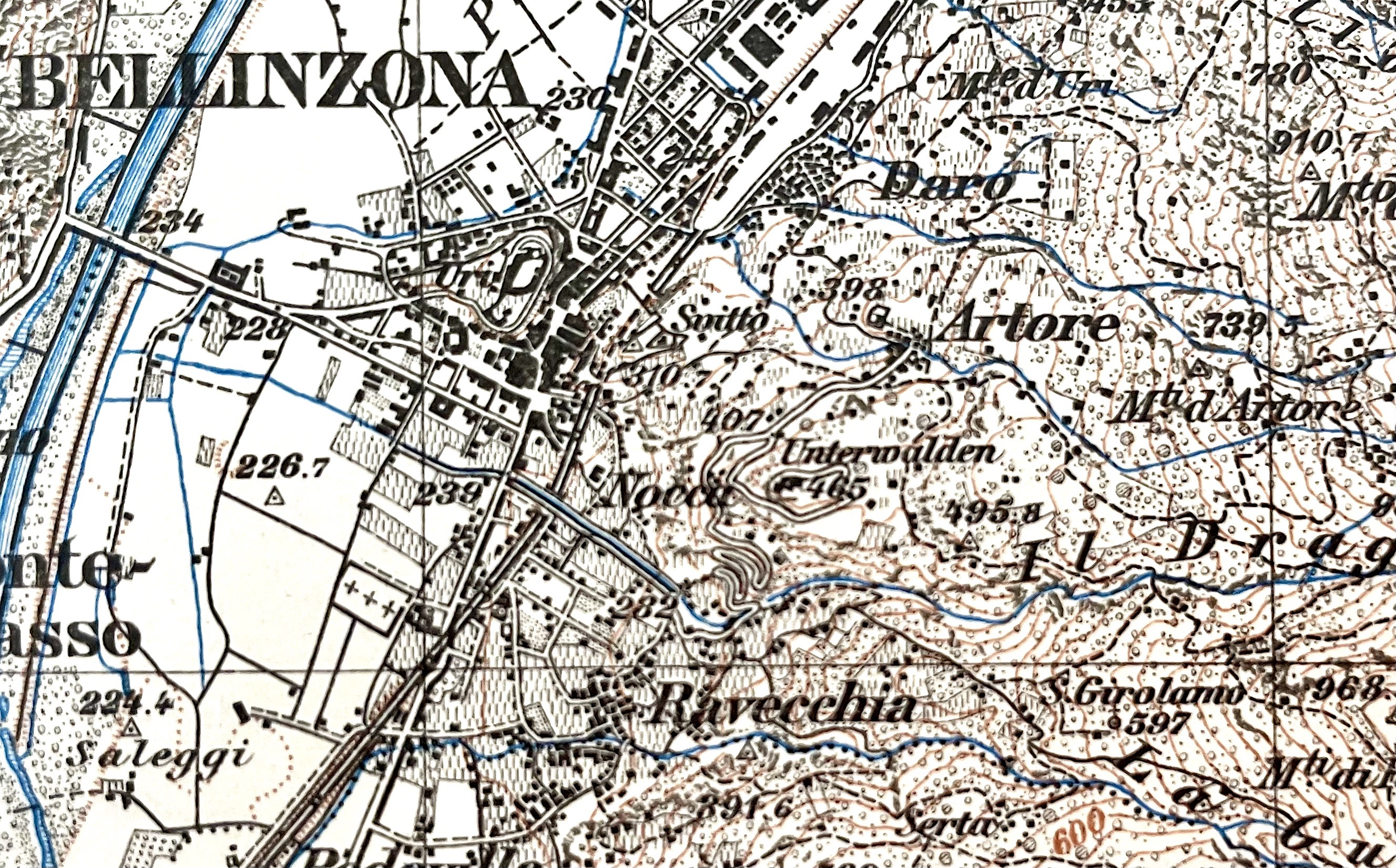
Das von Wald bedeckte Prada/San Girolamo rechts unten auf der Siegfriedkarte, um 1880

Im Laufe des Hochmittelalters entstanden auf den Terrassen und Schultern der Talflanken rund um Bellinzona sowie in Tessiner Seitentälern mehrere kleinere Siedlungen, die in der frühen Neuzeit wieder verlassen wurden. Sie sind heute vor allem durch ihre Kirchen bekannt, die den Wüstungsprozess mehr oder weniger intakt überlebt haben. Ein Beispiel dafür ist die Siedlung Prèsa di San Carlo im hinteren Bavonatal.
Wann sich die ersten Bewohner in Prada niedergelassen haben, ist nicht bekannt, angenommen wird das Ende des 13. Jahrhunderts. In den Quellen erscheint Prada erstmals im 14. Jahrhundert. Die Angaben der Jahreszahlen widersprechen sich: Genannt werden 1381 und 1306.
Das Dorf gehörte zur Grafschaft von Bellinzona. Die Einwohner besassen die gleichen Rechte und Privilegien wie die Einwohner der Stadt und konnten an den Sitzungen des Rates von Bellinzona teilnehmen. 1430 wurde Giovanni Zanolo von Prada als Vertreter der damaligen Gemeinden Ravecchia und Daro ins Rathaus von Bellinzona berufen; im November desselben Jahres wurde er Bürgermeister der Stadt. 1440 entsandte Prado einige Delegierte zu einer Versammlung. Am 9. Dezember 1583 besuchte Carlo Borromeo Prada. Aus der Dokumentation dieses Besuchs ist bekannt, dass damals vierzig Familien das Dorf bewohnten; also etwa zwischen 140 und 200 Personen. Zum Vergleich: Zu jener Zeit hatte Bellinzona zwischen 1200 und 1400 Einwohner.
Fünf Gehminuten oberhalb des Dorfes lag «Prada di Sopra», wo früher etwa fünfzehn heute fast vollständig überwucherte Gebäude standen. Daneben liegen kleine, von Trockenmauern abgestützte Gärten, wo die Leute Getreide und Gemüse anpflanzten.

### Häuser
Die Häuser waren einfach gebaut. Die zwei übereinanderliegenden Räume konnten von aussen betreten werden. Sie hatten weder einen Keller noch einen Kamin, der Rauch entwich durch kleine Fenster in den Mauern. In einigen Häusern sind noch die viereckigen Löcher zu erkennen, in denen die Balken auflagen, die die Deckenbretter bzw. die Bodenbretter des oberen Stockwerkes trugen. Die Fenster sind klein, um im Sommer die Kühle zu bewahren und im Winter die Kälte abzuhalten; Glasscheiben gab es nicht. Bei den grossen Häusern führten die Fenster des oberen Stockwerkes hinaus auf eine hölzerne Galerie. Noch gut zu erkennen ist die «Hauptgasse», an der zahlreiche Häuser standen.
Auf einigen steinernen Tür- oder Fensterbalken ist in verschiedenen Formen ein Kreuz eingeschlagen, vier dieser Platten liegen heute an der Mauer des Kirchhofs. Es wird vermutet, dass die Kreuze die Bedeutung einer Signatur hatten und anstelle von Buchstaben verwendet wurden; die Einwohner waren Analphabeten. Sie lebten vorwiegend von der Landwirtschaft, dem Weinbau und der Viehzucht. Sie waren wie die Bewohner der anderen an den Hängen gelegenen Dörfer der Tessiner Täler Selbstversorger und autonom.

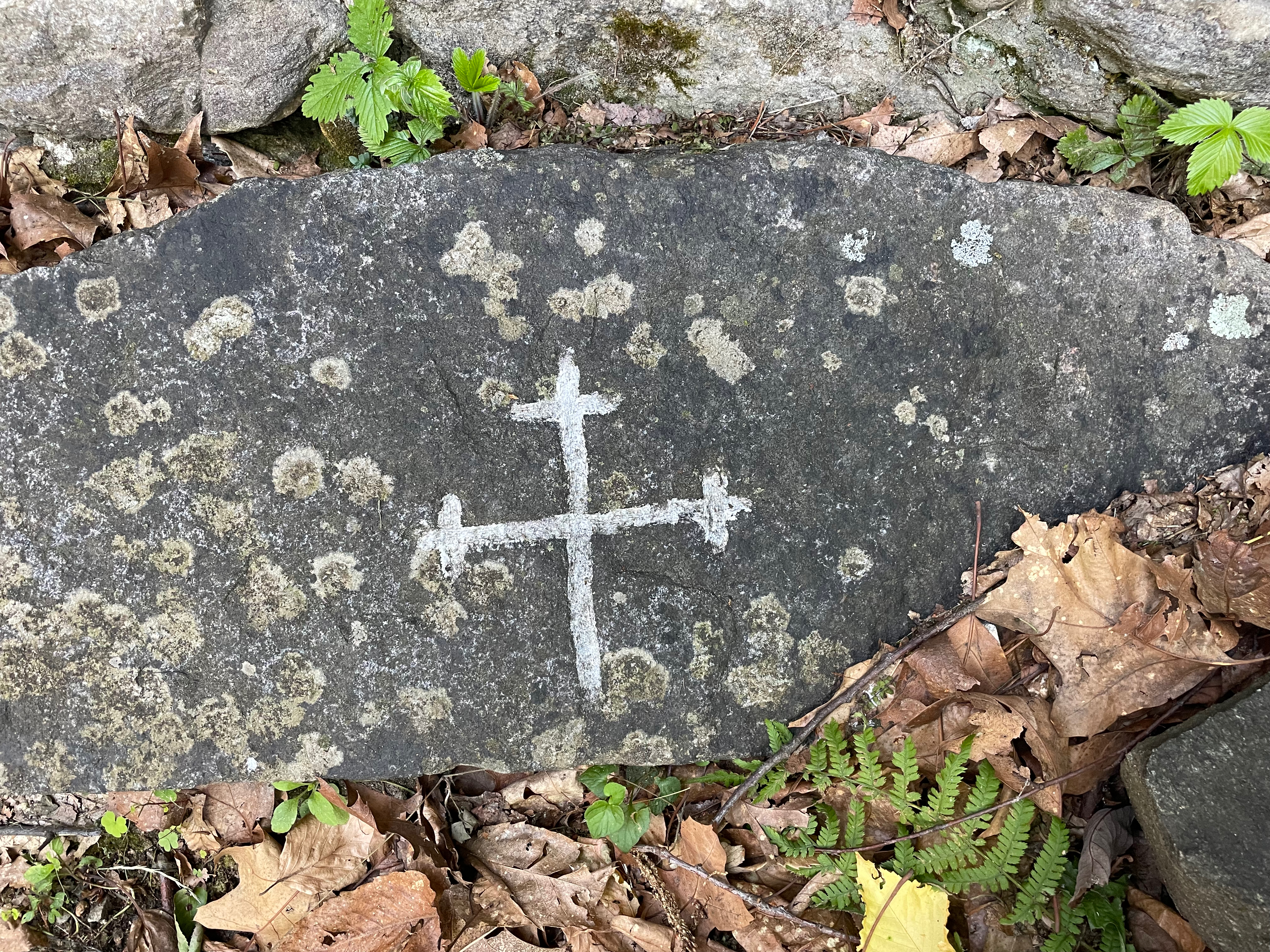
Markierung
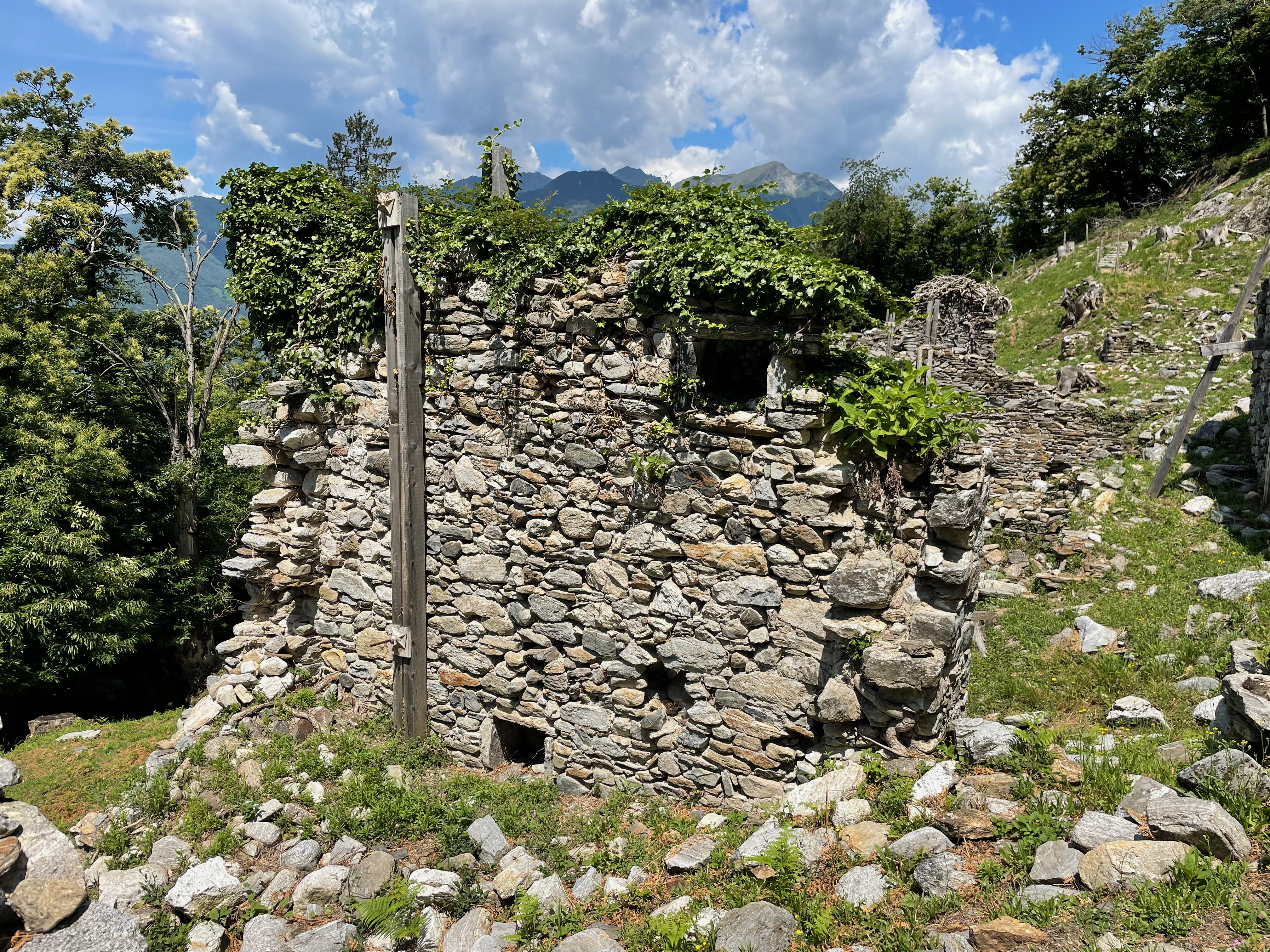
Ruine mit Stütze
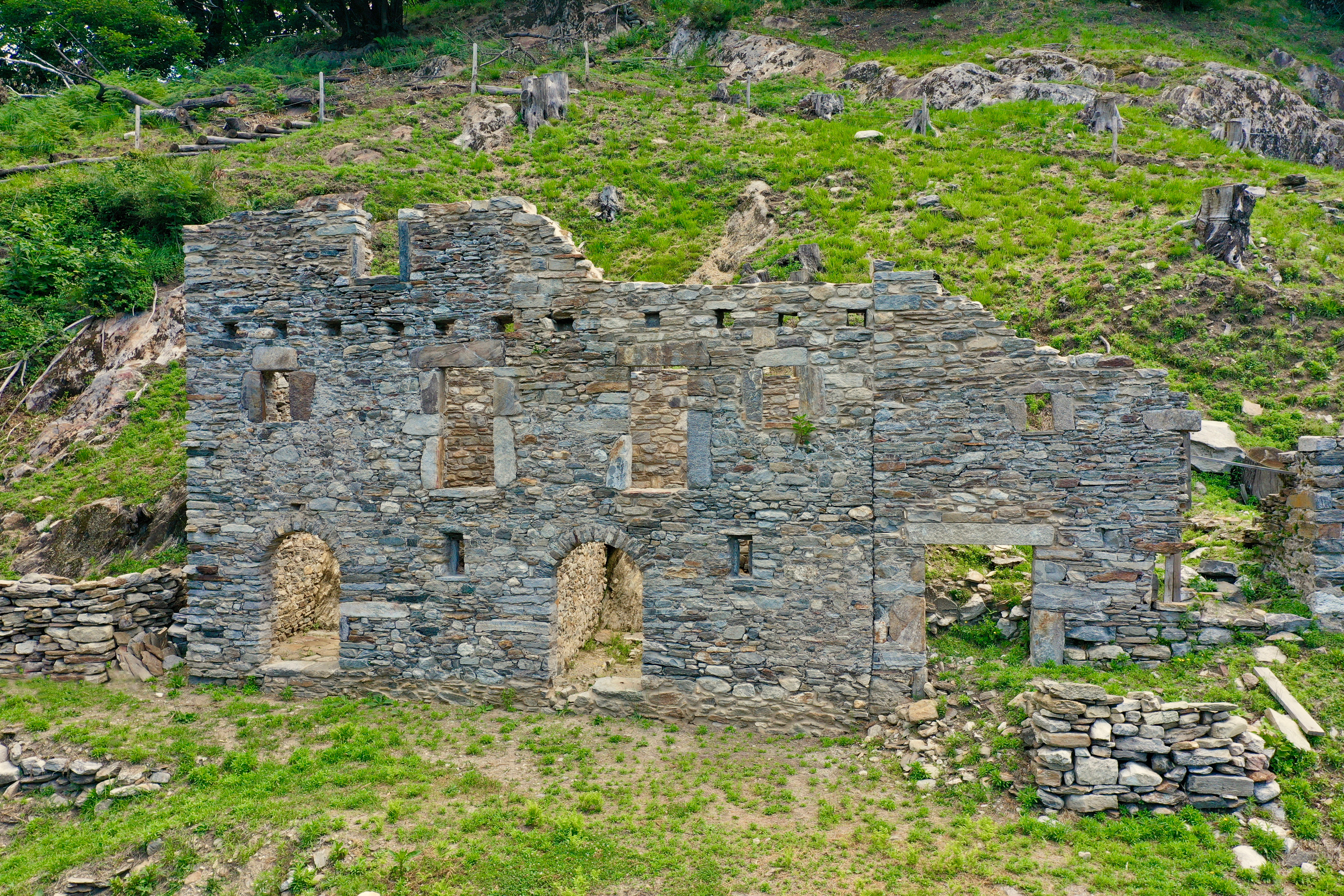
Front des grössten Hauses
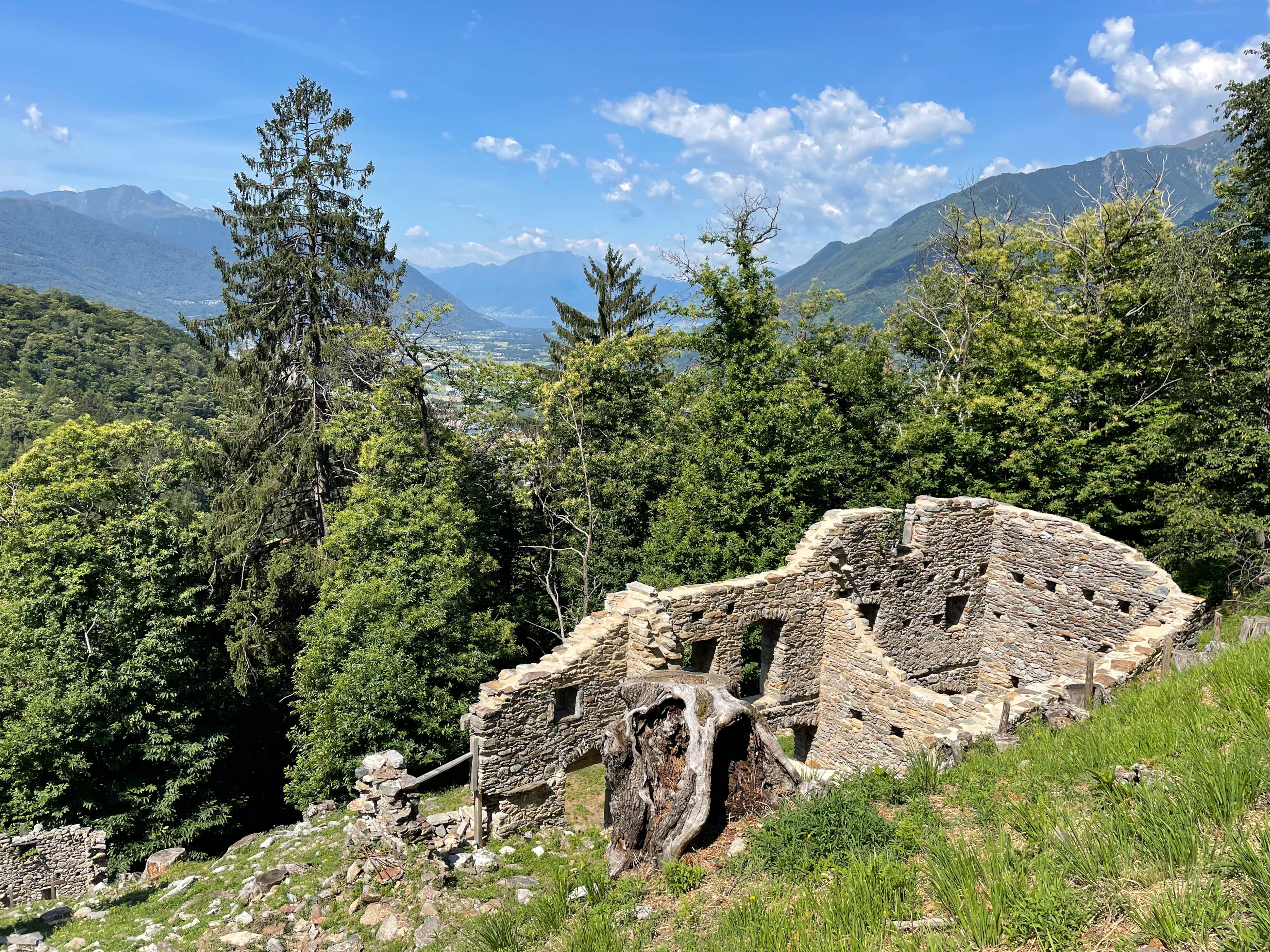
Ruine, gut erkennbar die Balkenlöcher
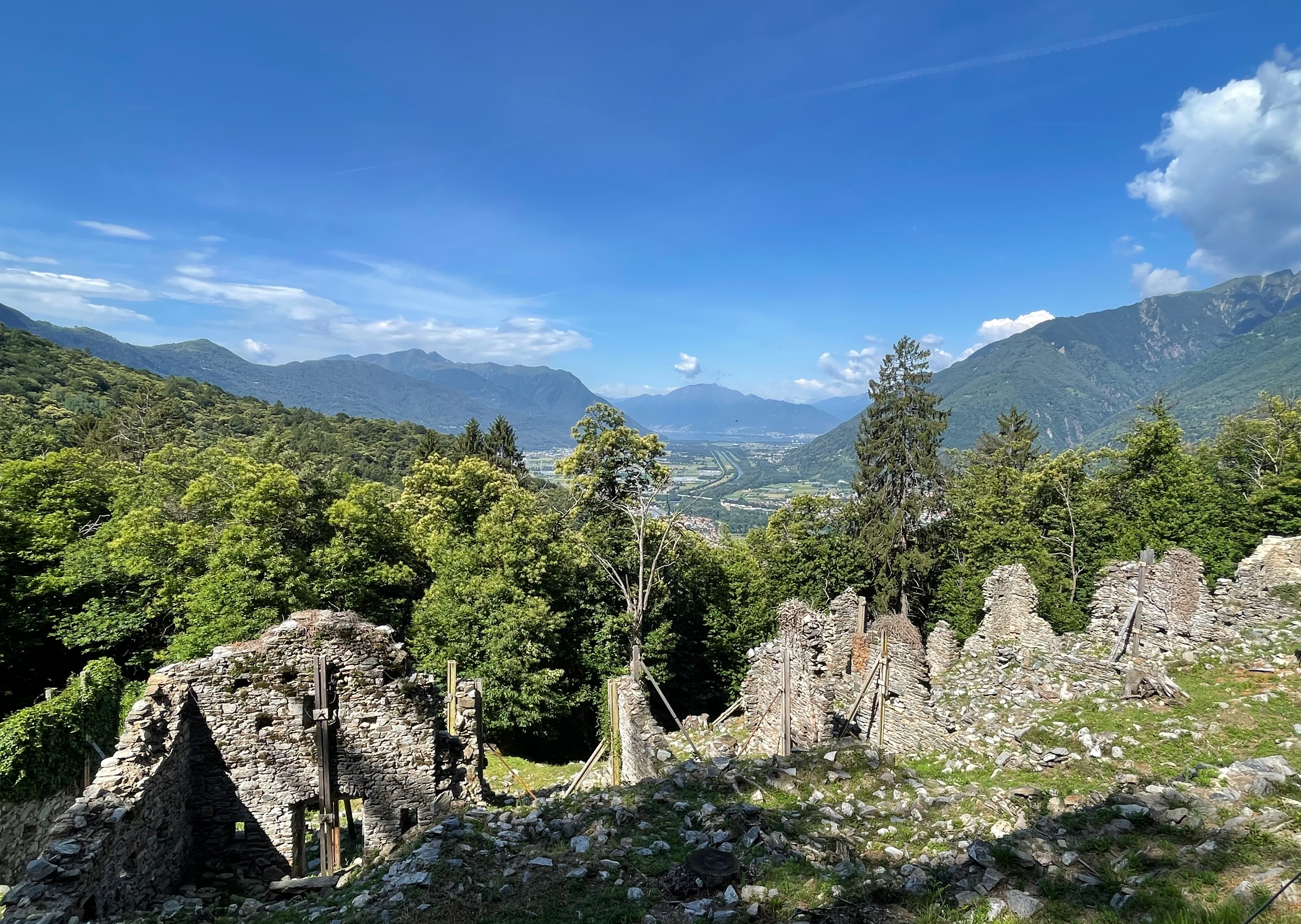
Blick zur Magadinoebene

### Niedergang
Nach der Mitte des 17. Jahrhunderts wurde das Dorf aus bisher noch unbekannten Gründen verlassen. Eine Rolle könnten widrige Witterungsbedingungen wie Erdrutsche, Trockenheit, lange Kälteperioden, bessere Arbeitsbedingungen im Tal oder ein zu geringer landwirtschaftlicher Ertrag gespielt haben. Auch die Pestepidemie, die zwischen 1629 und 1630 im Tessin wütete, dürfte eine wichtige Rolle gespielt haben. Diese sogenannte «Federico-Borromeo-Pest» erwähnt auch Alessandro Manzoni in seinem Roman I promessi sposi.
Die letzten Eintragungen in den Büchern der «Bruderschaft des Heiligen Sakraments» der Kirchgemeinde San Biagio von Ravecchia über Personen in Prada stammen aus den Jahren 1630–1640, also unmittelbar nach der Pestepidemie.

## 18. Jahrhundert
Auch nachdem Prada verlassen worden war, wurden nach wie vor Prozessionen und Gottesdienste in der Kirche abgehalten. Aus dem Protokoll der Kirche von Prada vom 5. Mai 1889 geht hervor, dass der Pfarrvikar von Ravecchia verpflichtet war, in Prada zwölf Messen abzuhalten: an Pfingsten, am Namenstag der Heiligen Biagio, Rocco und Andrea, an denen von der Kirche San Biagio in Ravecchia aus eine Prozession nach Prada durchgeführt wurde. Die anderen acht Messen wurden an Werktagen vom Pfarrvikar bestimmt. Die Tradition, in einer Prozession nach Prada zu gehen, wurde bis Mitte des 20. Jahrhunderts aufrechterhalten.
Zunächst kümmerten sich Nachkommen der Einwohner des mittelalterlichen Prada um diese Traditionen. Sie bildeten eine getrennte Nachbarschaft, wurden dann Anfang des 19. Jahrhunderts ins Patriziat von Ravecchia eingegliedert, ohne deswegen aber die Instandhaltung der alten Kirche zu vergessen. 1956 ging sie in den Besitz der Kirchgemeinde von Ravecchia über.

## Kirche San Girolamo e Rocco

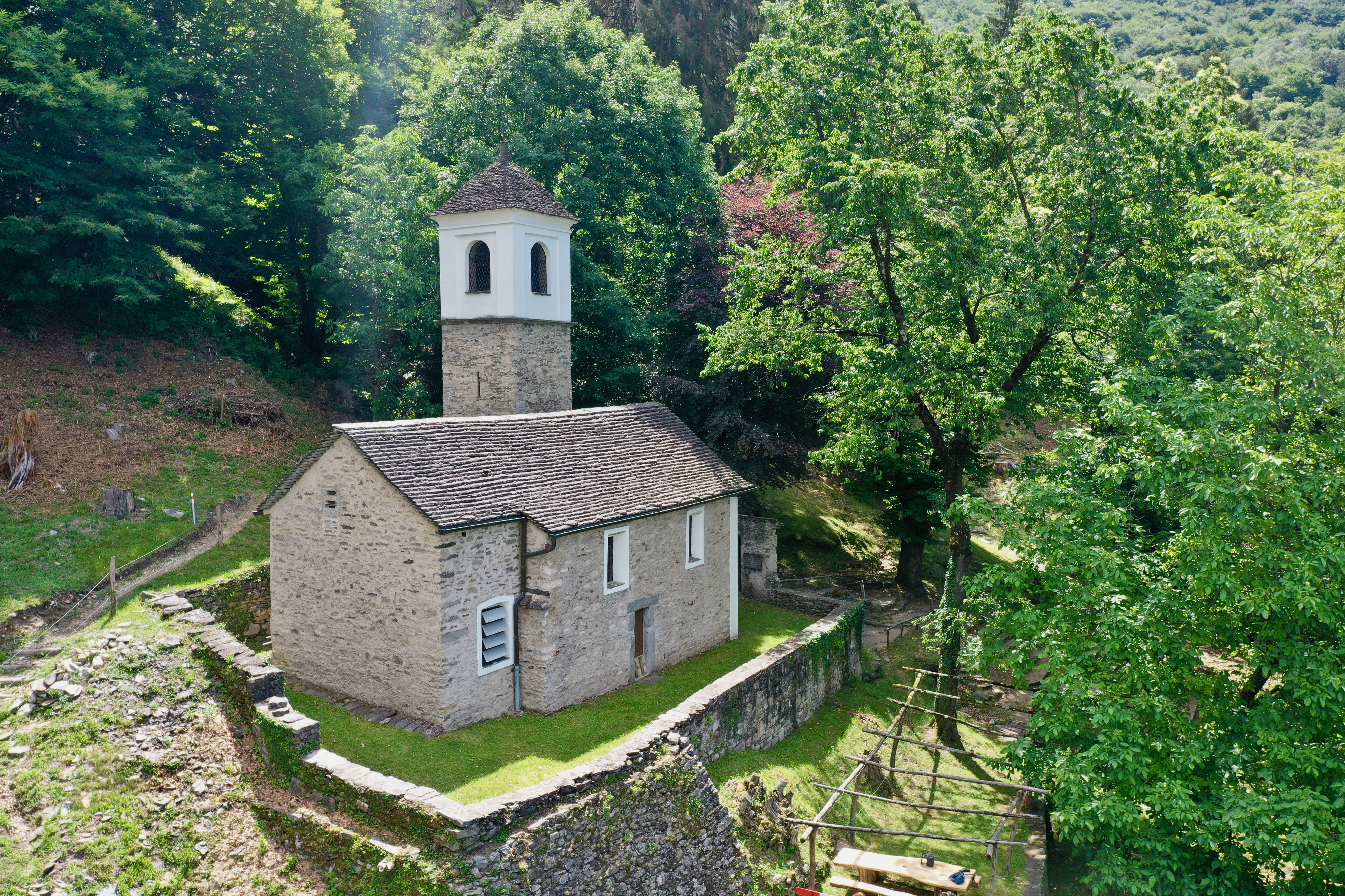
Kirche San Girolamo

Die kleine Kirche ist den Heiligen Hieronymus und Rochus geweiht. Wann die erste Kirche gebaut wurde, ist nicht dokumentiert. Erwähnt wird sie am 5. Januar 1498: Damals gewährte der Rat von Bellinzona verschiedene Zuschüsse für Kirchen, unter anderem auch für die schon bestehende in Prada.
Die ursprüngliche Kirche war kleiner, der Chor wurde zwischen 1680 und 1690 angefügt. Die Lünette über dem Chorfenster zeigt den Heiligen Hieronymus und die Jahreszahl 1686. Der Glockenturm wurde 1816 aus den Steinen der schon lange verlassenen Häuser gebaut. Im gleichen Jahr wurden auch zwei Glocken erworben, die heute noch geläutet werden. Dies alles zeigt die Verbundenheit der Bevölkerung Ravecchias mit Prada, auch wenn das Dorf damals schon lange verlassen war. Auf einer 1938 in Bellinzona aufgefundenen Steinplatte erinnert eine Inschrift an den Bau des Turmes:
DEO OPTIMO MAXIMO

H(A)EC SACRA TVRRIS

A FVNDAMENTIS
(A)EDIFICATA FVIT

ANNO DOMINI

MDCCCXVI
«Gott dem Allmächtigen (zu Ehren)
 ist dieser heilige Turm 
 von den Grundmauern
 aufgebaut worden
 im Jahre des Herrn
 1816»
Die Tafel ist an heute der Innenmauer des Kirchhofs neben dem Eingangsportal angebracht. 2007 wurden im Chor unter einer Verputzschicht spätmittelalterliche Malereien entdeckt. Die Verzierung der Aussenmauer stammt aus jüngerer Zeit. Am ersten Sonntag im August und am Pfingstsonntag finden Messen statt.

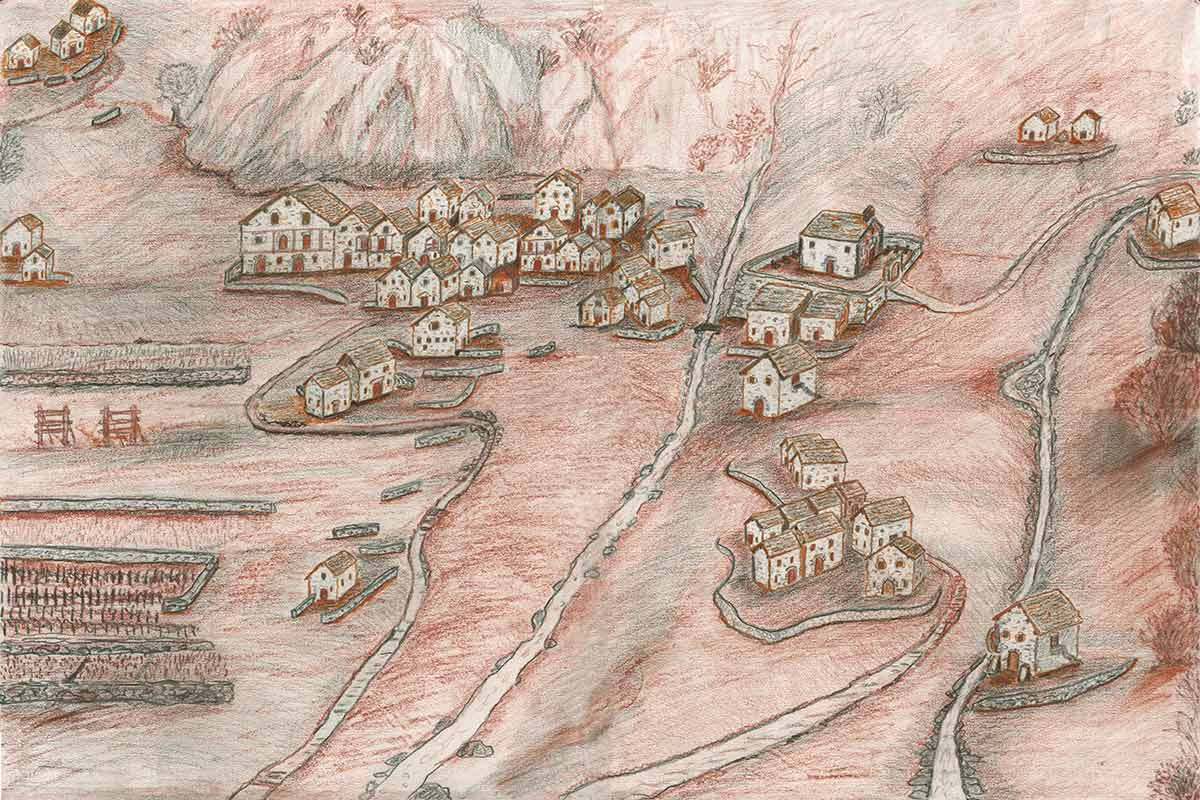
Prada um 1500, die Kirche noch ohne Turm
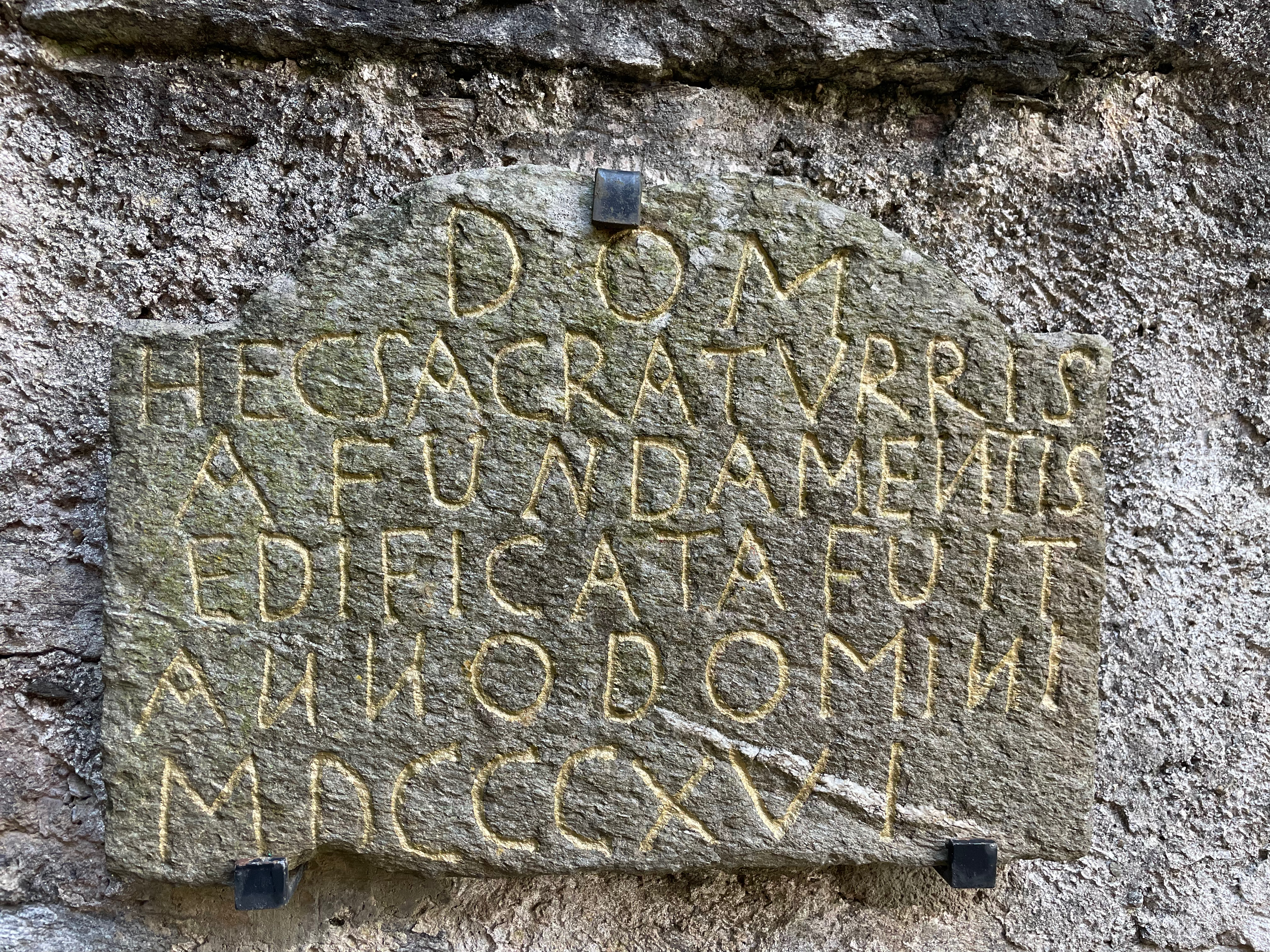
Tafel zum Bau des Turmes
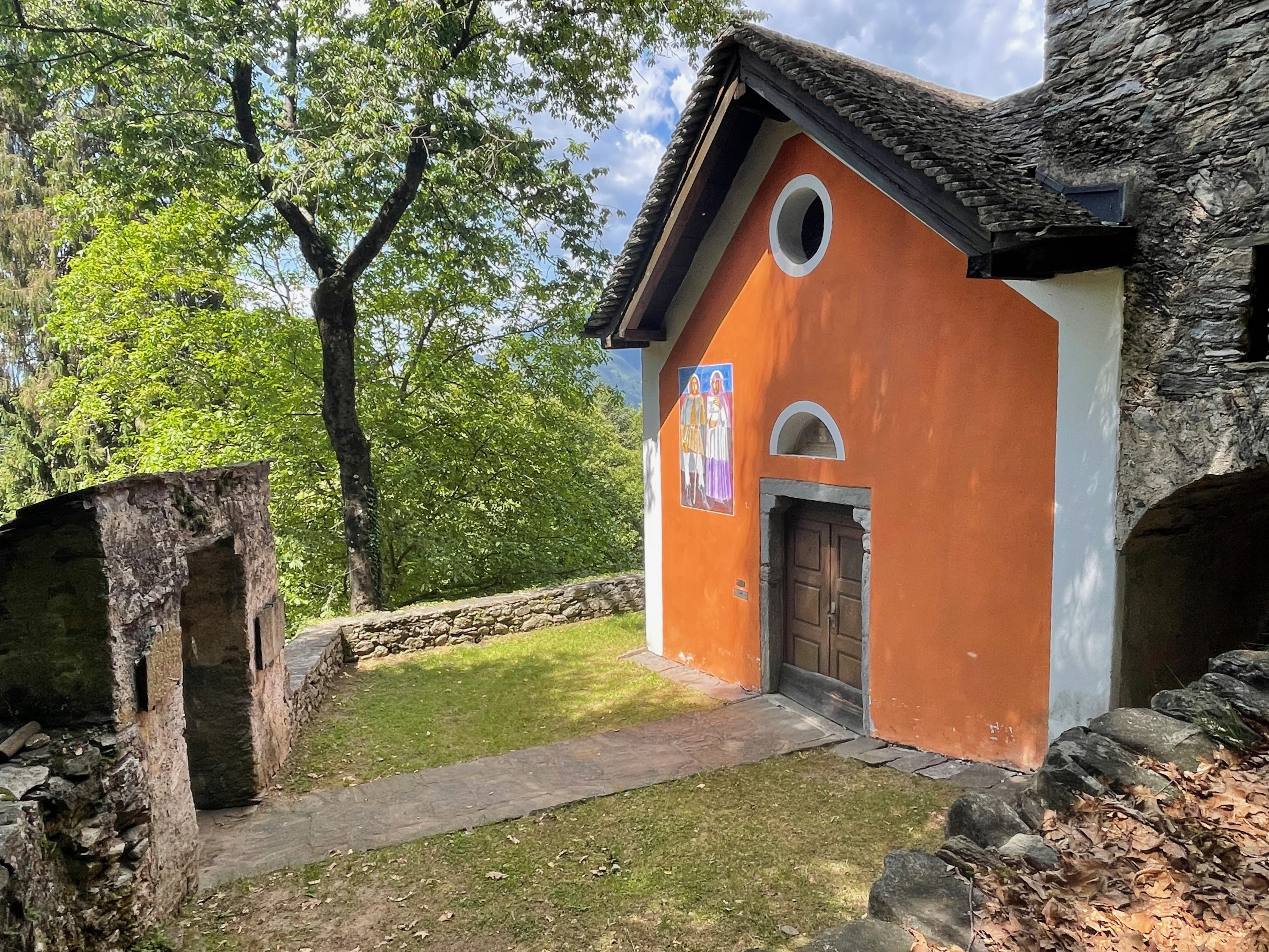
Kirchhof
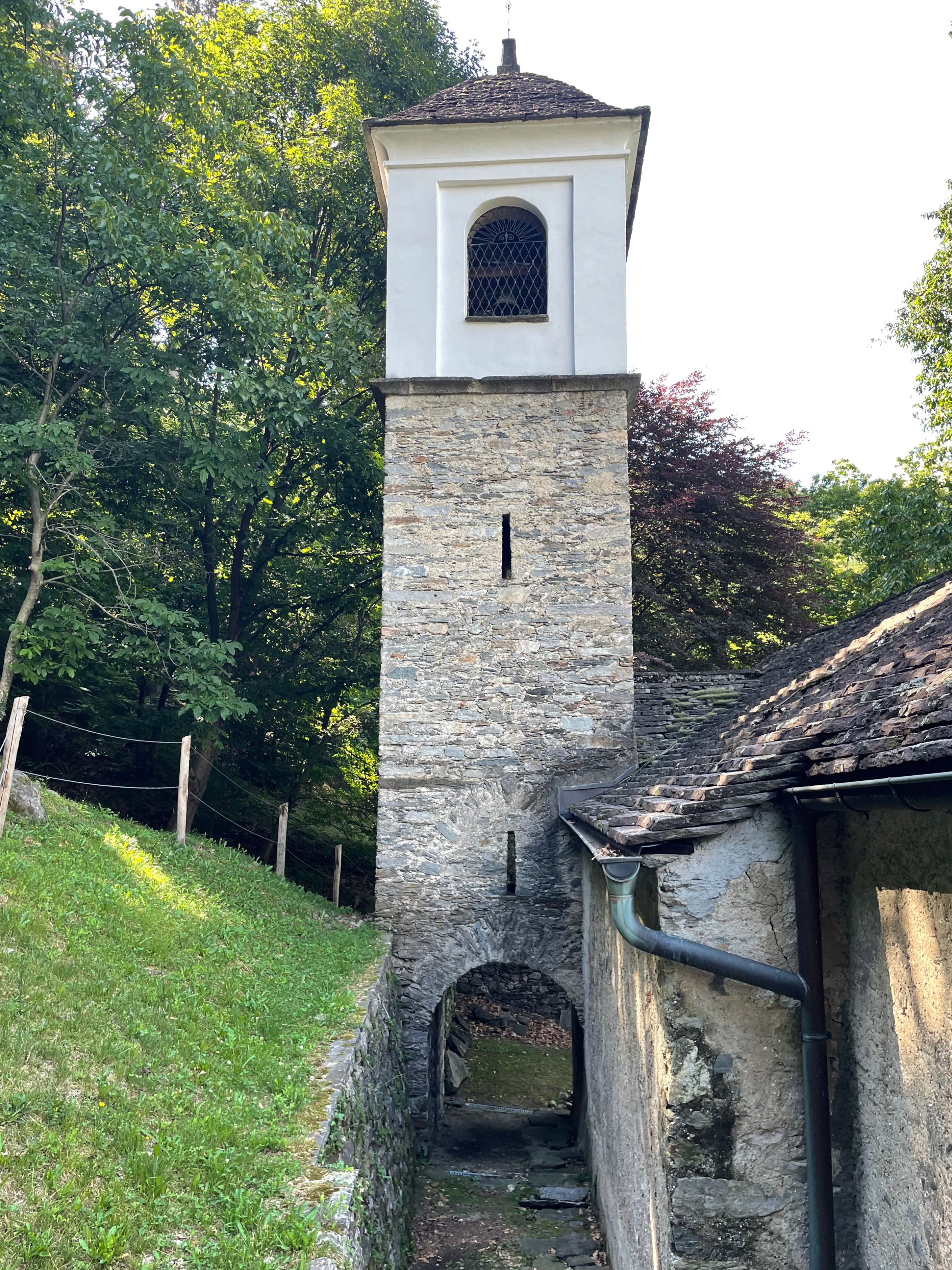
Turm mit Durchgang

## Heute

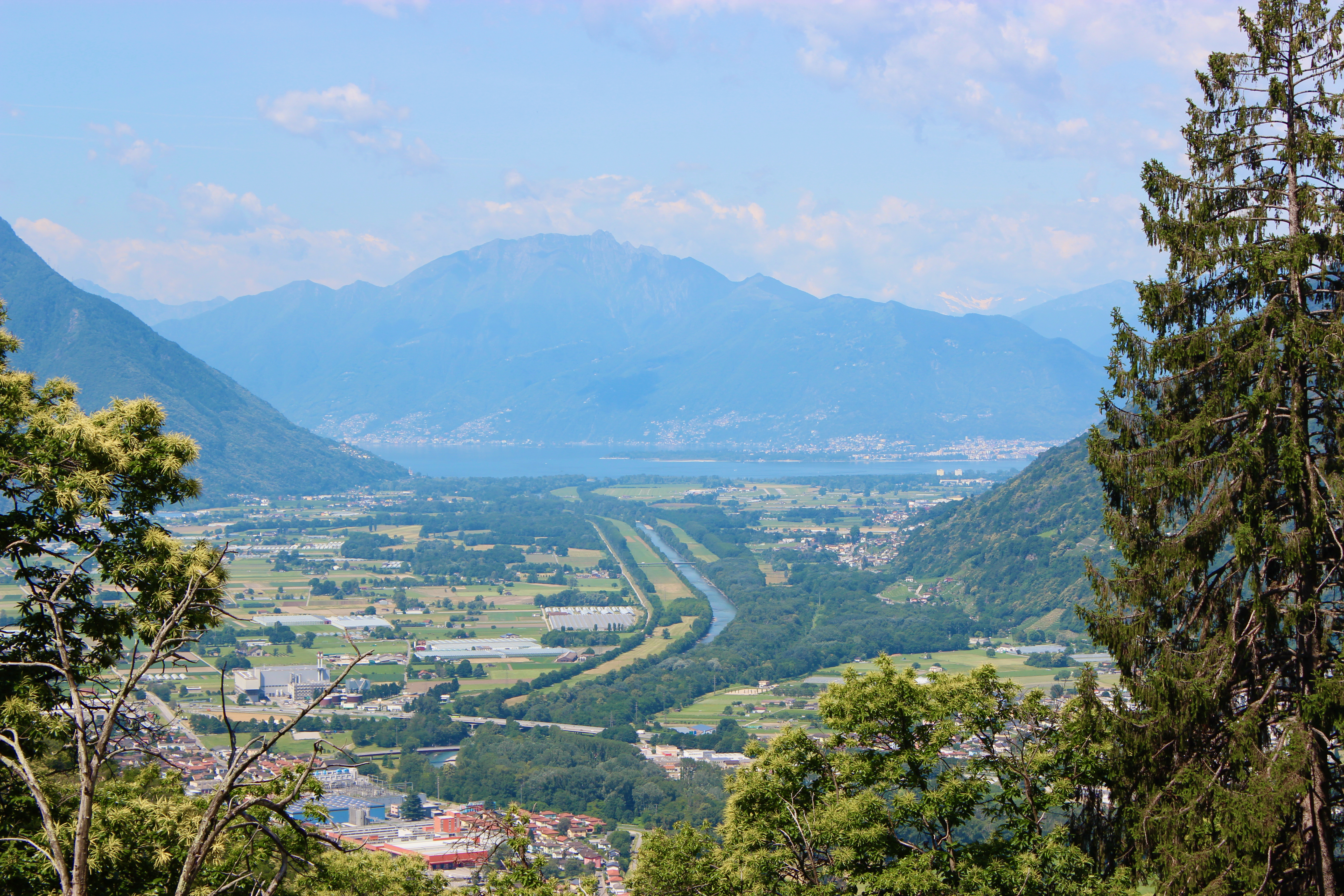
Blick von Prada zur Magadinoebene

2017, nach der Gründung der Stiftung Fondazione-Prada, wurde damit begonnen, das Areal radikal von Bäumen und Buschwerk zu befreien. Dadurch sollte eine genaue Bestandesaufnahme ermöglicht werden. Zahlreiche grosse Baumstrünke zeugen heute noch davon, wie dicht das Gebiet früher bewachsen war. Laut einer ersten Bestandsaufnahme der 1980er Jahre bestand das Dorf Prada aus ungefähr fünfzig Häusern, Ställen und Scheunen.
Die Ruinen sind unterschiedlich zerfallen. Im Abschnitt südlich der Kirche sind nur noch ein paar Grundmauern erkennbar, im Bereich nördlich der Kirche stehen teilweise noch mehrgeschossige Ruinen von etwa zwei Dutzend Bauten. Die mit festem Mörtel verbundenen und sorgfältig aufgebauten Mauern sowie die massiven Ecksteine der grösseren Gebäude sind Zeugen dafür, dass das Dorf ganzjährig bewohnt war. Zahlreiche ehemalige Häuser sind mit den Trümmern der zusammengefallenen Mauern aufgefüllt. Viele Mauern werden durch hölzerne Streben vor dem Zusammenfall bewahrt.
Unterhalb der Kirche stehen bei einem Brunnen Bänke zum Picknicken. Auf einer Infotafel der Stiftung «Fondazione Prada» wird neben einem Ortsplan auch die Bauweise der Häuser gezeigt. Es liegen Faltblätter mit allgemeinen Informationen zu Prada auf.

## Verein und Stiftung
1974 wurde auf Vorschlag von Severino Bomio-Giovanascini die Gruppe «Nümm da Prada» (Wir aus Prada) gegründet. Sein Ziel war es, Mittel für die Restaurierungsarbeiten der Kirche aufzutreiben, um sie vor dem Verfall zu retten. Seit 2014 ist «Nümm da Prada» ein Verein. Er arbeitet mit der «Fondazione Prada» (Stiftung Prada) zusammen und ist im Stiftungsrat durch den Präsidenten vertreten. Der Verein organisiert jedes Jahr zwei Feste im alten Dorf mit einem Gottesdienst, einem traditionellen Mittagessen und Live-Musik.
Die «Fondazione Prada» wurde 2016 gegründet. Sie setzt sich zum Ziel, das mittelalterliche Dorf, das im kantonalen Landschaftsplan als geschütztes Gebiet geführt wird, zu erschliessen und aufzuwerten.
Durch Subventionen der Eidgenossenschaft, des Kantons und der Gemeinde sowie privaten Spenden konnten die Restaurierungsarbeiten begonnen werden. Sie umfassen archäologische Untersuchungen, die Räumung des Materials, das sich im Laufe der Jahrhunderte in den Häusern angesammelt hat, und die Sicherstellung aller Gebäude. Zudem wird mit der Überdachung einiger Gebäude begonnen.